# Cantone di Échirolles
Il Cantone di Échirolles è una divisione amministrativa dell'arrondissement di Grenoble.
È stato costituito a seguito della riforma approvata con decreto del 18 febbraio 2014, che ha avuto attuazione dopo le elezioni dipartimentali del 2015.

## Composizione
Comprende i seguenti 3 comuni:
- Bresson
- Échirolles
- Eybens